# Жуан Миро
Жуан Миро и Фера (кат. Joan Miró i Ferrà, IPA: ; Барселона 20. април 1893 — Палма де Мајорка, 25. децембар 1983) био је шпански сликар, вајар и керамичар из Каталоније. Такође се бавио примењеном уметношћу и графиком, а посебно су чувени и његови мурали. Први музеј који је посвећен раду овог сликара је основан 1975. године у Барселони под оригиналним називом „Fundació Joan Miró” (Фондација Жуан Миро); други музеј под називом „Fundació Pilar i Joan Miró” (Фондација Пилар и Жуан Миро) основан је 1981. године и налази се у Палма де Мајорки.
Његова дела припадају надреализму. Мироов израз је лирски и апстрактан, са приметним утицајима експресионизма, кубизма и фовизма. Карактеришу га разиграност маште, хумор и фантазија. Дела су му такође позната по необичним геометријским облицима, као и чудној, изврнутој реалности.

## Детињство, младост, породица и образовање
Жуан (ткђ. Жоан, Ђоан; Хуан, Хоан) Миро родио се у Барселони 20. априла 1893. године као син Микела Мироа који је био сајџија по професији, и мајке Долорес Фера. Веома рано, већ у основној школи почео је да да похађа часове цртања. Једино што га је заиста занимало било је цртање, за које је одмалена показивао велики таленат. Од 1907. до 1910. године у Барселони је похађао трговинску школу, али такође и вишу уметничку и индустријску школу под именом Љоча, у којој је добијао велику подршку од својих професора Модеста Урђеља и Ђосепа Паскоа. Мирови цртежи који датирају из 1907. године, чувају се у Фондацији Миро. Са седамнаест година завршио је трговачку школу и запослио се у апотеци, у којој је радио све док га болест није приморала да се повуче у породичну кућу у околини села Монтрођ.
Када се опоравио око 1912. године Миро одлази у Барселону, где дефинитивно одлучује да се посвети сликарству. Уписао се у Академију Франсеск Гали, коју ће похађати до 1915. године, где је упознао и друге будуће каталонске уметнике од којих је један Жуан Пратс, с којим ће и касније одржавати блиски пријатељски однос. 1916. године упознаје уметничког трговца Ђузепеа Далмауа, који се заинтересовао за његове радове. Преко њега упознаје Мориса Рајнала и Франсиса Пикабијуа. Своју прву самосталну изложбу представио је 1918. године у Галерији Далмау. Сва дела на овој изложби је била су под утицајем кубизма, фовизма, народне-Каталонске уметности, и римских фресака; његов рад у том тренутку комбиновао је многе различите уметности. Већ 1920. отпутовао је на своје прво путовање на изложбу у Париз. Исте године посећује Пикаса. То је за Мироа представљало велику част, јер је Пикасо био један од његових омиљених сликара. Пикасо је оставио велики утицај на Мироово стваралаштво, помогао му је да коначно пронађе свој стил и да се опроба као надреалиста. Следећу самосталну изложбу одржао је у Паризу 1921. године, у Галерији Ла Ликорне када је Ернест Хемингвеј купио његову слику „La masía”, за коју је издвојио пет хиљада франака. Данас, ова слика налази се у Националној Галерији у Вашингтону.
Мироов најбољи пријатељ је био Макс Ернст, још један уметник надреализма. Заједно су дизајнирали костиме и за балет Ромео и Јулија 1926. године, изведен у Паризу. Нешто касније, Миро је почео да показује интересовање за друге врсте уметности, као што су колажи, литографија, графика и гравирање. Његов најпознатији колаж је Шпанска балерина („La Bailarina española”).
Миро се оженио с Пилар Хункосом 1929. године, а две године касније добили су ћерку по имену Долорес. Када је избио Шпански грађански рат, преселили су се у Париз где је Миро наставио да се бави уметношћу.

## Каријера
Жоан Миро започиње своју каријеру радећи као рачуновођа у предузећу Далмау и Оливерес из Барселоне. Међутим, 1912. године одлучује да се потпуно посвети уметности. Први његови радови били су инспирисани делима Вана Гога и Пола Сезана. Тада слика пејзаже и мртву природу. Године 1918. имао је своју прву самосталну изложбу у Барселони, а касније, исте године, постаје члан уметничке групе „La Agrupación Courbet”, када почиње да ствара под утицајем кубизма и фовизма. Након студија, Миро одлази у Париз где се упознаје са значајним уметницима тог периода, као што су Пабло Пикасо, Тристан Цара и Макс Јакоб. Пролази кроз кратак период кубизма, а слика која представља његов прелаз ка надреализму зове се „Фарма” (шп. La masía). Већ од 1924. изградио је свој индивидуални стил који ће га учинити једним од врхунских домета надреализма. Исте године ствара своје прво значајно дело „Арлекински карневал” (шп. Carnaval de Arlequín), које најверније приказује Мироов карактеристични стил. Тада постаје и члан надреалистичке групе Андреа Бретона што ће му омогућити контакт са Андреом Монсоном и Максом Ернстом, са којима ће касније сарађивати.
Постаје познат у Паризу већ након прве самосталне изложбе, а касније се придружује осталим надреалистима на заједничкој изложби у Пјеровој галерији 1928. године. Убрзо након тога, Миро почиње да ради са колажима који ће касније утицати да дође до идеје да се бави и скулптуром. Тридесетих година XX века све више почиње да експериментише у свом раду. Дизајнирао је и костиме за балет и од тада његова дела почињу да се појављују у француским и америчким галеријама.
Иако је за време Шпанског грађанског рата боравио у Паризу, своје мисли, Миро најбоље изражава у делу „El segador” – муралу кога је насликао за павиљон шпанске републике на светској изложби у Паризу 1937. године. Познате слике које у исто време настају су „Cabeza de Mujer” и „Constelaciones”.
Након Другог светског рата Миро стиче још већу славу. Добио је велики број поруџбина, као што су мурали за хотел у Синсинатију (1947) и за Универзитет Харвард (1950). Поред ових мурала истичу се и керамички у музеју Гугенхајм у Њујорку и на аеродрому у Барселони, али најзначајнији су керамички мурали које је направио за Унескову зграду у Паризу („Murales cerámicos del Sol y la Luna”).
Миро добија бројне награде за своја достигнућа, а значајније су престижна награда Бијенале у Венецији (1954) и златна медаља коју добија од краља Хуана Карлоса (1980).
Мироово дело је препуно експериментисања у јарким бојама, облицима и стиловима које је успео да изрази кроз различите технике свог умећа. Тако је успео да изгради своју каријеру, при чему се увек трудио да поништи све традиционалне уметничке форме и тако остао доследан свом експериментисању којим обележава своје уникатно стваралаштво. Он је знао да спаја различите стилове у целину стварајући равнотежу између њих тако да на крају добије апстрактно и изражајно дело.
У својој каснијој каријери Миро се више окреће стварању монументалних дела, јавних изложби, при чему се трудио да се фокусира на симболе и поруку коју они носе. Величину његових дела доказује велика изложба његових сабраних дела у Националном музеју модерних уметности, у Паризу 1962. године.
Миро се као уметник полако развијао, при чему достиже невероватни израз у својим уметничким радовима. Тиме добија огромну славу, али упркос томе, Миро је увек настојао да се сконцентрише на своје стваралаштво и дело које је током година пажљиво и страствено градио.

## Стилови
Мироов надреалистички израз је лирски и апстрактан. Карактерише га разиграност маште, хумор и фантазија, апстрактни односи необичних геометријских облика, као и чудна, изврнута стварност. У Паризу, под утицајем песника и писаца, развија свој јединствени стил: органске форме и спљоштене слике авиона насликане оштрим линијама. Мироов стил је био под утицајем надреализма и дадаизма у различитим фазама.
Рани фовизам : Његовим раним модернистичким радовима припада пре свега дело Портрет Винсента Нубиоле ( 1917). У овој фази види се утицај Пола Сезана осликавајући платно шареном позадином и вишим сликарским техникама, него што је то чинио на осталим делима.
магијски реализам: Почевши од 1920. године, Миро је развио веома прецизан стил бирајући сваки од елемената засебно и детаљно их распоређујући. Дела као што су „Кућа са палмом” и „Акт са огледалом”, показују јасан утицај кубизма, мада на веома уздржан начин. Врхунац ове фазе је дело Фарма ( 1921-22).
Рани надреализам: Године 1922. Миро истражује апстрактно, снажно обојен надреализам у најмање једној слици. Од лета 1923. године, започео је серију слика где су доминантни апстрактни сликарски симболи. Дело овог периода је Каталонски пејзаж.
Надреалистички сликарски језик: Средином 1920. године Миро је развио сликарски језик симбола који ће бити у средишту његове каријере. Али, у каснијим делима, јављају се далеко мање истакнуте предње фигуре, а оне које преостану су поједностављене. Убрзо касније започиње своју серију слика Шпански плесач где као технику примењује плуту, перо и мастило на белом папиру.
Експериментални стил – Миро је био међу првим уметницима који ће развити аутоматско цртање као начин да се пониште претходно успостављене технике у сликарству. Он спроводи сопствене интересе у свету уметности, од аутоматског цртања и надреализма, до експресионизма, лирске апстракције и слика испуњених бојама.

## Каснији живот и смрт
Жуан Миро је био талентован и свестран. Био је заинтересован за пећинско сликарство. 1937. ради серију плаката за шпанску републику будући да је у току грађанског рата био на страни револуционара. Јануара 1940. завршава последњу Констелацију и услед немачке окупације се сели на Палма де Мајорку. Миро се затим сели у Њујорк Њујорк на осам месеци како би радио на великом муралу за хотел Терас плаза у Синсинатију 1947. године. 1958. у сарадњи са Ђузепеом Љоренсом Артигасом реализује мурал Мур дел сол и Мур де ла луна за зграду Унеска. 1975. године је основао фондацију Жоан Миро у Барселони. Учествовао је на изложби надреалиста у организацији Марсел Дишана и Андре Бретона, а такође је добио и награду фондације Гугенхајм.
Деведесети рођендан овог сликара је у целом свету био обележен бројним изложбама, монографијама и ретроспективама. Умро је у својој кући у Палма де Мајорки 1983. године, а сахрањен је уз велике почасти у Барселони.
Данас постоји музеј „Миро” у Палма де Мајорки, посвећен овом великану.

## Најзначајнија дела
Слике
- Портрет Винсента Нубиоле кат. Retrato de Vicens Nubiola 1917.
- Аутопортрет кат. Autorretrato 1919.
- Портрет шпанске балерине кат. Retrato de bailarina española 1921.
- Фарма кат. La masía 1922.
- Арлекински карневал кат. El carnaval del arlequín 1925.
- Човек са лулом кат. Hombre con pipa 1925.
- Башта кат. El Jardín 1928.
- Пуж, жена, цвет и звезда кат. Caracol, mujer, flor y estrella 1934.
- Сазвежђе: буђење док свиће кат. Constelación: despertando al amanecer 1944.
- Жена испред сунца кат. Mujer ante el sol 1950.

Скулптуре
- Људи са кишобраном — кат. Personaje con paraguas, 1933.
- Месечева птица — кат. Pájaro lunar, 1946.-1949.
- Сунчева птица — кат. Pájaro solar, 1946—1949.
- кат. , 1967.
- кат. , 1967.
- кат. , 1973.
- Пас — кат. Perro, 1974.
- Мис Чикага — кат. , 1981.
- Жена — кат. , 1981.
- Жена и птица — кат. Mujer y Pájaro, 1983.